# 2-氨基苯甲酰胺
2-氨基苯甲酰胺（英語：2-Aminobenzamide）是一种有机化合物，化学式C7H8N2O，可见于鏈黴菌屬等物种。